# Expédition française en Corée
 (septembre 2013).
Ne doit pas être confondu avec Expédition de Corée.
L'expédition française en Corée de 1866 (coréen : 병인양요, Byeong-in yangyo) est une opération militaire menée par la France du Second Empire en réponse à l'exécution de plusieurs missionnaires catholiques français par les autorités du royaume de Joseon. Elle se déroule en octobre et novembre 1866, principalement sur l'île de Ganghwa, à l'embouchure du fleuve Han, et marque la première intervention armée d'une puissance occidentale contre la Corée.
Dirigée par le contre-amiral Pierre-Gustave Roze, la flotte française composée de sept navires débarque une force de plusieurs centaines de fusiliers marins. Les troupes s'emparent de plusieurs positions fortifiées et du siège du gouverneur local, ainsi que d'archives royales (Uigwe). Toutefois, en raison d'une résistance coréenne persistante, d'un terrain difficile et d'un manque de renforts, les forces françaises évacuent l'île après deux semaines d'occupation.
L'expédition n'atteint pas ses objectifs diplomatiques ou religieux, et la Corée reste fermée aux étrangers. Elle suscite néanmoins une prise de conscience chez les autorités coréennes quant à la menace représentée par les puissances occidentales avant les expéditions ultérieures des États-Unis (1871) et du Japon (1875).

## Contexte et origines

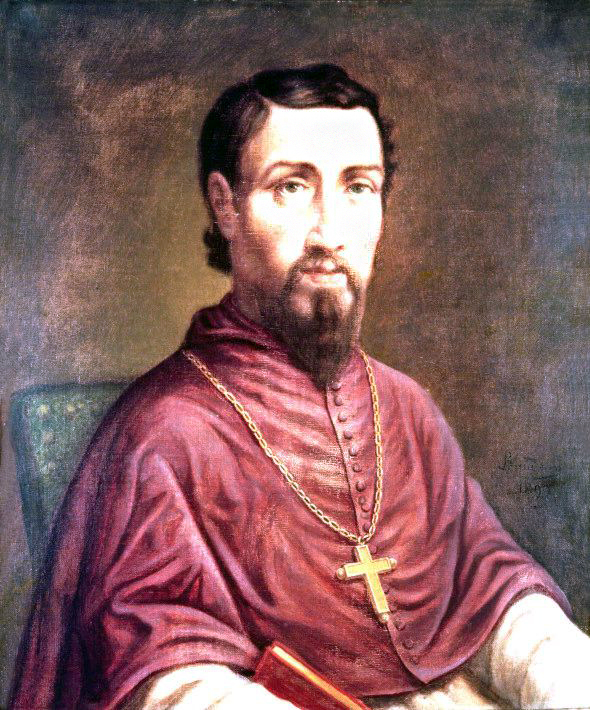
L'évêque Siméon-François Berneux, de la Société des Missions étrangères de Paris, est torturé et décapité le 7 mars 1866.

La France pénètre en Corée par l'intermédiaire de la Société des Missions étrangères de Paris, présente en Asie depuis le XVIIe siècle et largement à l'origine des conversions à la religion catholique. 
En septembre 1831, le pape crée le vicariat apostolique de Corée dont le premier évêque titulaire est Barthélemy Bruguière. En 1836, après la mort de ce dernier, les pères Pierre Maubant et Jacques Chastan administrent le vicariat avant d'être rejoints par Mgr Laurent Imbert, nouveau vicaire apostolique. La tâche de ces missionnaires s'avère difficile car ils doivent vivre dans une semi-clandestinité.
En mars 1839, le ministre de droit Yi Chi-Yon conseille d'éliminer les catholiques et publie un édit visant à mettre fin à cette « doctrine perverse ». Les trois prélats sont arrêtés en août, torturés, condamnés à mort et décapités le 2 septembre. Ces exécutions et les arrestations de croyants ne suffisent pas à arrêter les progrès du catholicisme. En 1845, Mgr Ferréol (de), nouveau vicaire apostolique, accompagné du père Antoine Daveluy, débarquent en Corée, conduits, depuis Shanghai, par le père André Kim Taegon.
En octobre 1844, deux ans après la signature du traité de Nankin avec la Grande-Bretagne, la Chine conclut avec la France le traité de Whampoa, lui-même suivi d'un édit de tolérance pour la religion catholique dit de Tao-Kouang. Il est alors décidé de demander à la Corée vassale des explications sur le meurtre des trois missionnaires. Au cours d'une expédition (3/10 août 1846), le vice-amiral Jean-Baptiste Cécille, à bord de la frégate La Cléopâtre, accompagnée de deux autres navires La Victorieuse et La Sabine, s'en va remettre aux autorités coréennes une lettre en ce sens, précisant qu'on viendra chercher la réponse l'année suivante. Le capitaine de vaisseau Lapierre est chargé de cette mission qui s'achève assez piteusement le 10 août 1847 par l'échouage sur des hauts fonds, mal signalés sur les cartes d'origine anglaise, de l'île de Singsang (province du Cholla) de ses deux frégates La Gloire et La Victorieuse. Le gouvernement coréen fait savoir que les missionnaires ont été condamnés selon les lois coréennes car « leurs actions étaient plus criminelles que celles des homicides et des incendiaires ». Le commandant Lapierre réfute ces arguments et répond que « Si, à l'avenir, un Français est arrêté en Corée, on devra le renvoyer à Peiking ; en agissant autrement on s'exposerait aux plus grands malheurs. »
On en resta là pendant plusieurs années malgré les demandes réitérées des diplomates français en poste en Chine au gouvernement impérial de Napoléon III pour d'autres expéditions, lequel ne prêta pas plus d'attention aux appels des missionnaires.
En 1850, un nouveau roi, Cheoljong, monte sur le trône de Corée et manifeste plus de tolérance que son prédécesseur envers les catholiques. En 1856, Mgr Siméon-François Berneux remplace Mgr Ferréol, mort trois ans plus tôt, aux fonctions de vicaire apostolique. En 1859, Mgr Berneux estime que le nombre de Coréens croyants atteint presque 17 000. En 1866, on compte 23 000 fidèles, deux évêques et dix missionnaires.
En 1864, le roi Kojong est intronisé à l'âge de 14 ans. Le régent de droit est alors son père Taewon'gun (ou Heungseon Daewongun, littéralement : prince de la grande cour, titre traditionnel). Peu après, la Russie impériale qui, depuis des années, ne cachait pas ses ambitions sur la Corée envoie des émissaires à Kyonghung pour demander l'ouverture de relations commerciales. Éconduits, les Russes continuent avec insistance de chercher à entrer en contact avec les autorités provinciales qui s'en inquiètent. En janvier 1866, un navire russe se présente dans le port de Wonsan pour demander une fois de plus l'ouverture de négociations. Les catholiques de Corée, et leurs contacts à la cour, y voient un moyen de faire avancer leur cause en suggérant une alliance entre la France et la Corée pour repousser les Russes.

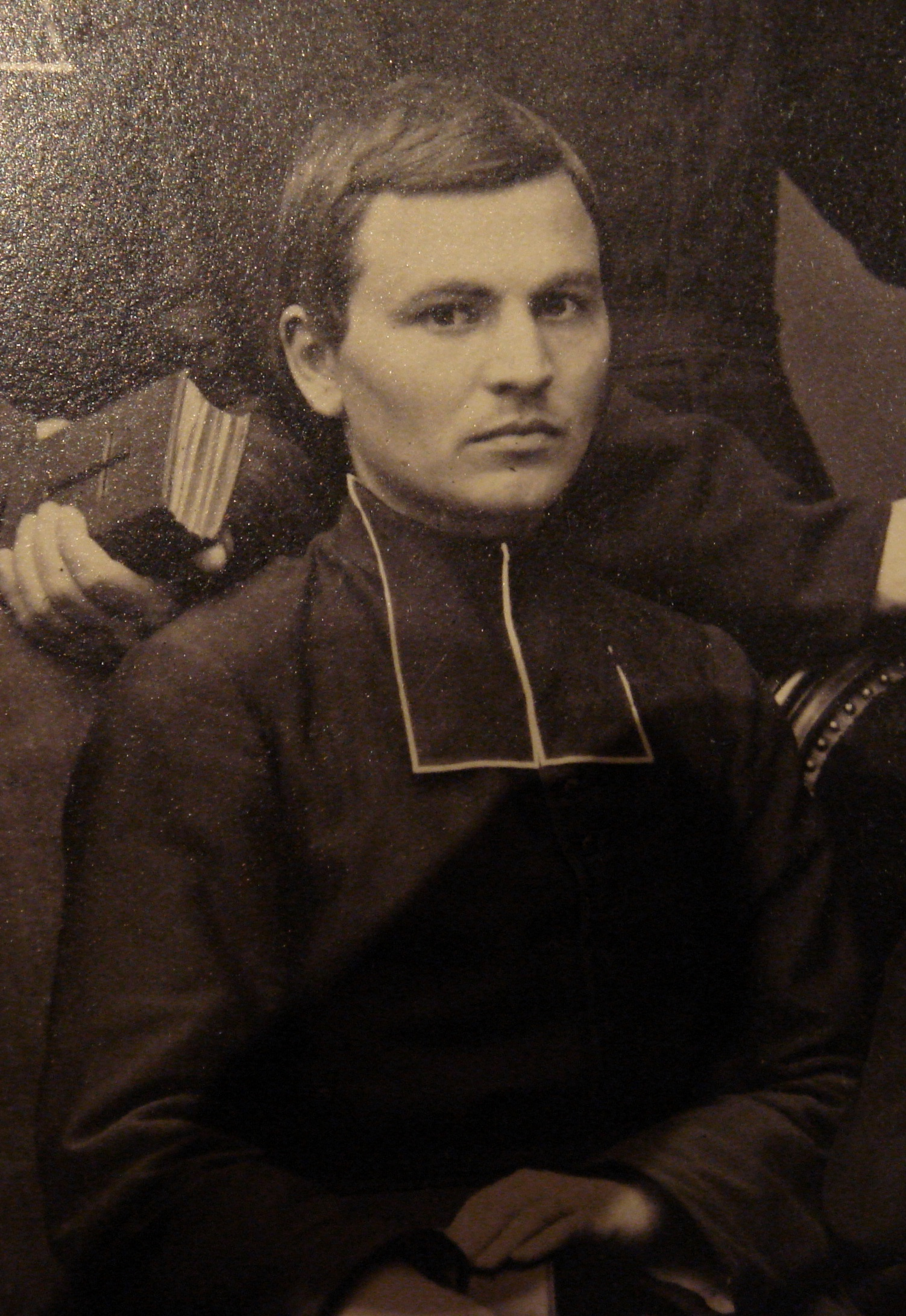
Pierre Henri Dorié, des Missions étrangères de Paris, martyrisé en Corée en 1866.

Le régent paraît d'abord ouvert à cette idée et accepte de rencontrer des missionnaires, qui, dit-on, doivent proposer un plan. On ne connaît pas exactement les causes du subit revirement du régent qui aurait pu s'estimer l'objet d'une impolitesse de la part des missionnaires, ce qu'il reproche vivement au secrétaire Nam Chong-sam, catholique, et refuse de recevoir Mgr Berneux et le père Daveluy.
Plusieurs autres facteurs ont peut-être amené Taewon'gun à prendre finalement la décision de réprimer les catholiques : le fait qu'à l'intérieur de la Chine, ouverte aux occidentaux après la deuxième guerre de l'opium, débutée en 1856 et remportée en 1860, les persécutions contre les chrétiens allaient en s'amplifiant, et, surtout, que la révolte des Taiping de 1865 en Chine, qui avait été inspirée par les doctrines chrétiennes, puisse survenir aussi en Corée.
L'éradication du catholicisme en Corée a donc pu paraître au régent comme une mesure propre à renforcer la sécurité de la Corée. Dans le même temps, cela lui donnait l'occasion de se débarrasser définitivement d'une faction puissante à la cour, quoique mineure, qui y pratiquait et y promouvait le catholicisme.  
L'évêque Berneux est arrêté à Séoul en février 1866, torturé puis décapité le 7 mars ; les arrestations et le massacre de huit autres prêtres français ainsi que de nombreux fidèles coréens et de leurs sympathisants suivent. « On estime à 10 000 (nombre signifiant « une infinité » en Asie) le nombre de tués en quelques mois », la plupart ayant été exécutés à un endroit appelé Jeoldu-san à Séoul sur les rives du Han.
Vers le début du mois de juillet, l'un des trois missionnaires qui avaient réussi à échapper aux recherches, le père Félix-Claire Ridel, accompagné de quelques catholiques coréens, réussit à gagner Tchefou dans la province du Shandong, en Chine, à bord d'une jonque. Il y rencontre le contre-amiral Pierre-Gustave Roze, commandant la division navale des mers de Chine. Indigné, et se remémorant les précédents massacres de 1839 restés impunis (vide supra), celui-ci écrit le 10 juillet : « Dans cette conjoncture, il me semble de toute nécessité de ne pas laisser sans une réparation éclatante un attentat barbare dont nos compatriotes ont été les victimes et dont la perpétration émane de la volonté royale… » Roze, en bon marin, mettait d'abord en avant la nécessité de reconnaître, préalablement à toute action, des côtes si mal connues et si peu fréquentées. Il concluait : « Dans tous les cas, je n'entreprendrai rien qui puisse compromettre la sécurité de nos bâtiments et le gouvernement de l'Empereur ». Il fut convoqué à Saïgon par son supérieur le gouverneur de Cochinchine, commandant en chef des forces navales françaises en Extrême-Orient, l'amiral Pierre-Paul de La Grandière, qui compta par sa compétence parmi tous les amiraux-gouverneurs qui se succédèrent à Saïgon, pour conférer sur ce qu'il convenait de faire, notamment en fonction des moyens navals disponibles.
En son absence, Henri de Bellonet, ministre français en poste à Pékin, crut bon de prendre l'affaire en main. Il exigeait qu'une réponse énergique soit donnée aux actes de violence coréens afin que la sécurité des ressortissants français soit enfin assurée. Menant une intense activité diplomatique auprès des autorités chinoises, de Bellonet alla jusqu'à tenter de faire intervenir le prince Kong, frère de l'empereur de Chine, en tant que suzerain. Mais les Chinois ne tenaient pas à s'embarrasser de problèmes supplémentaires et éludèrent la question. De sa propre autorité, de Bellonet déclara alors le roi de Corée déchu et que rien ne s'opposait plus à la conquête de ce pays : ordre fut donné au commandant du Primauguet, stationné à Shanghai, d'envoyer des canonnières reconnaître les côtes de la Corée.
À son retour dans les eaux chinoises au début du mois de septembre, le contre-amiral Roze n'admit pas que M. de Bellonet se substituât à lui et lui fit savoir sa totale désapprobation. D'ailleurs les actions de Bellonet ne reçurent en aucun cas l'aval du gouvernement de Napoléon III et firent l'objet d'un blâme officiel.

## Les préliminaires (18 septembre - 3 octobre 1866)
En accord avec ses supérieurs et investi des plus larges pouvoirs d'appréciation, Roze embarqua sur le Primauguet accompagné du père Ridel et des marins coréens qui avaient conduit ce dernier en Chine, et, avec l'aviso Déroulède et la canonnière Le Tardif appareilla pour la Corée pour une mission de reconnaissance et de relevés hydrographiques. Dans un premier temps, il investit l'île de Kanghwa assurant ainsi le blocus de la voie fluviale conduisant à Séoul. Puis il remonta prudemment le fleuve Han, cours d'eau aux forts courants et sujet à l'influence des fortes marées de cette région côtière, dangereux pour la navigation de navires quelque peu importants et à fort tirant d'eau, canonnant au passage les obstacles mis sur sa route par les Coréens. Au mouillage de Séoul il fit un relevé des défenses de la ville. Et s'en retourna…

## L'expédition (11 octobre - 12 novembre 1866)

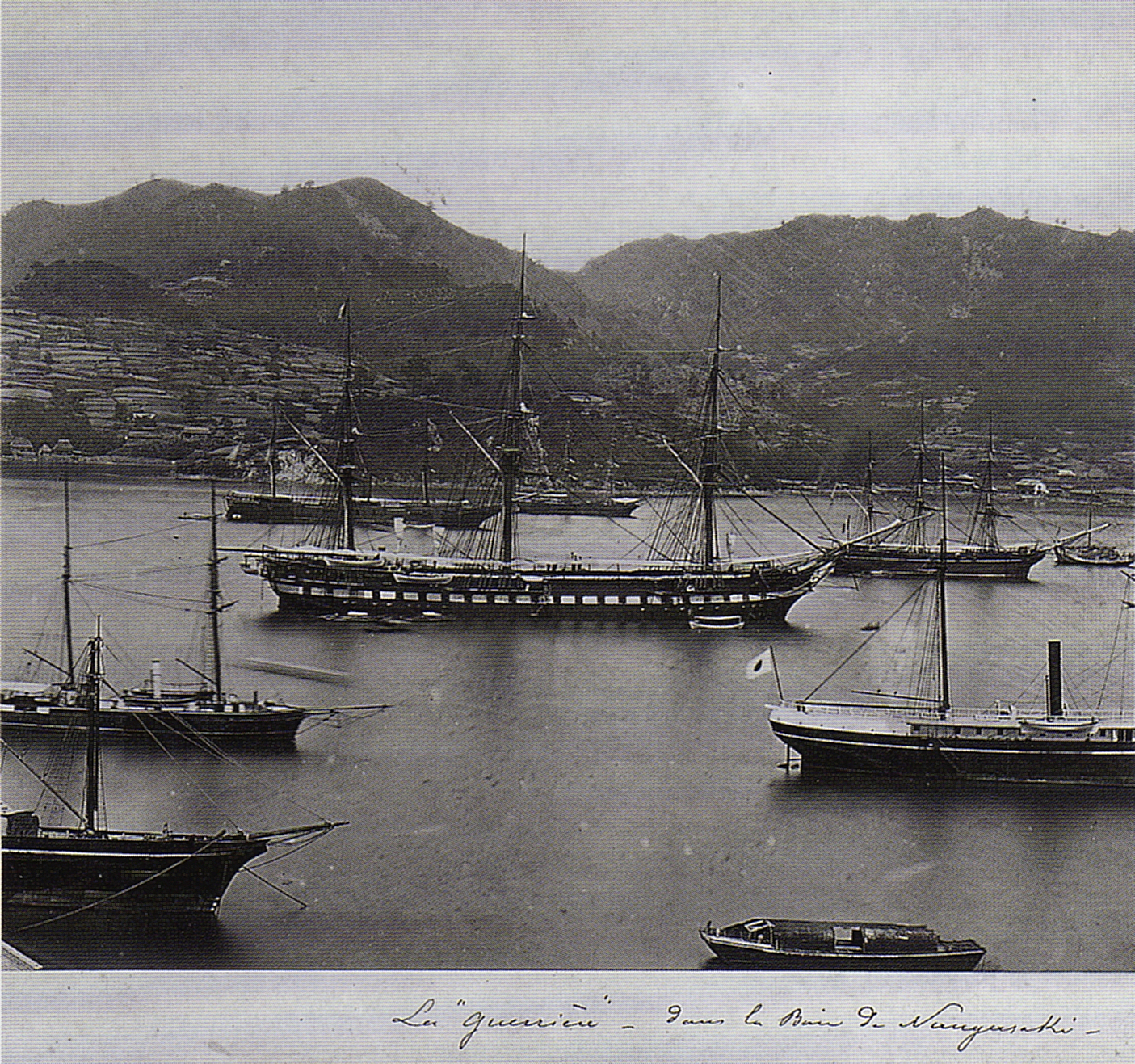
La Guerrière, une frégate de 77 m de long, a Nagasaki en 1865.

L'amiral Roze repartit de Tchefou le 11 octobre avec sept bâtiments : la frégate La Guerrière, les corvettes Le Primauguet et Le Laplace, les avisos Le Déroulède et le Kian Chan, les canonnières Le Tardif et Le Breton, qui, deux jours plus tard, mouillèrent près de l'île Boisée, à quelques milles de l'île de Kanghwa.

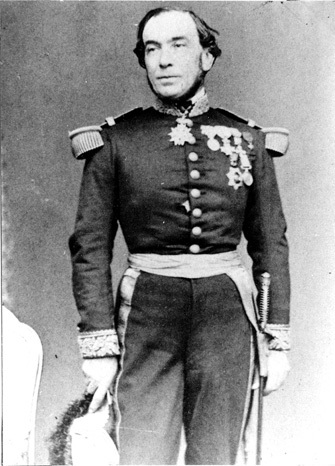
L'amiral Pierre-Gustave Roze, commandant la division navale des Mers de Chine, en 1865.

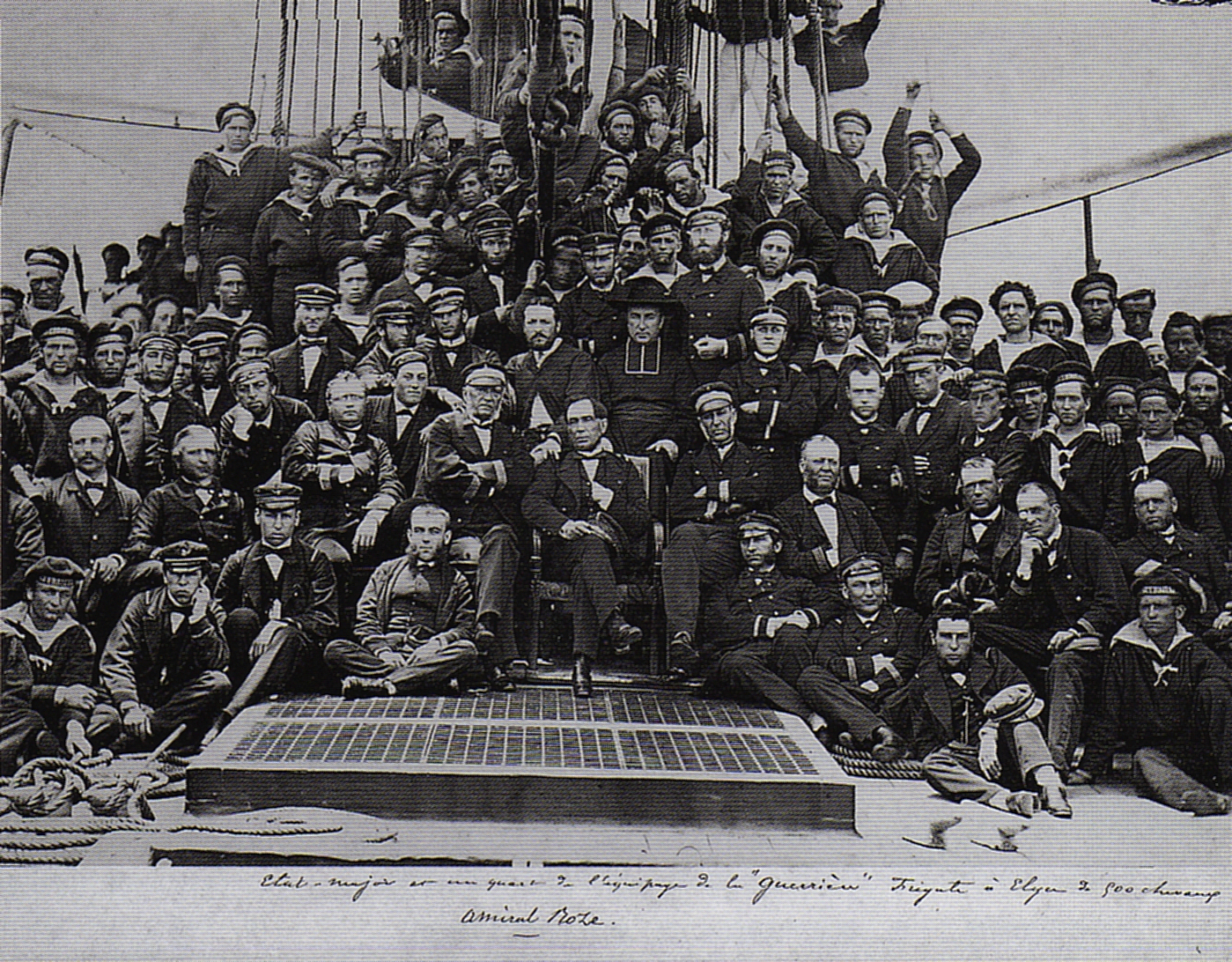
L'amiral Pierre-Gustave Roze (au centre), l'état-major et un quart des marins de la frégate La Guerrière. Vers 1867, lors d'une visite dans le port de Nagasaki.

Les fusiliers marins y débarquèrent et enlevèrent prestement la forteresse qui contrôlait le fleuve Han. La ville fut occupée et on retira de la place et des bâtiments officiels tout ce qui paraissait avoir de la valeur : ainsi tombèrent aux mains des Français des drapeaux, des canons, huit mille fusils, une vingtaine de caisses de lingots d'argent, de l'or, des laques, des jades, de précieux ouvrages, des archives, des rouleaux de peintures…
L'amiral Roze adressa au général coréen Yi Yong-hui, qui avait massé ses troupes sur la rive droite de la Rivière Salée, une lettre exigeant réparations pour le meurtre des ressortissants français et sommant le gouvernement coréen d'avoir à lui remettre les trois ministres qui s'étaient montrés les plus actifs dans les persécutions. Les Coréens répondirent, comme en 1839, que les missionnaires avaient été jugés selon la loi du pays. Les pourparlers n'allèrent pas plus loin.
Poursuivant leur action, les troupes françaises se livrèrent à des missions de reconnaissance tant sur les îles environnantes que sur le continent. Vers la fin octobre, une de ces missions d'environ 120 hommes qui avait franchi la Rivière Salée et qui progressait en direction de Hanyang (Séoul) fut prise dans une embuscade près de la forteresse de Munsusansong et y perdit trois hommes.
Un grand nombre de soldats coréens, dont d'importants contingents d'une élite appelée « Chasseurs de tigres », avaient franchi le détroit, et s'étaient regroupés dans un monastère fortifié difficilement attaquable sur le mont Chongjok au sud de l'île de Kanghwa, ce qui constituait une menace très sérieuse pour les Français. Un détachement de 170 fusiliers marins fut envoyé pour tenter de les déloger mais fut accueilli par un feu nourri et contraint à la défensive. Sans artillerie et face à un ennemi très supérieur en nombre, les fusiliers marins s'accrochèrent, utilisant à leur profit les nombreux accidents de terrain, bloquant la contre-offensive des Coréens, ils ne purent jamais reconquérir ni la ville, ni la forteresse de Kanghwa. Les Français ne tardèrent pas à se replier en emportant une trentaine de blessés qui furent mis à l'abri au camp de base.
Début novembre, la flotte, parvenue devant Séoul, se livra à un bombardement méthodique des bâtiments officiels et des faubourgs de la capitale, causant d'importants dégâts et détruisant des quantités considérables d'armes et de munitions.
L'amiral donna l'ordre de détruire tout ce qui ne pouvait être emporté et de raser tout ce qui appartenait à l'État coréen se trouvant à portée et, le 11 novembre, décida de ne pas poursuivre une attaque, laquelle, compte tenu de ses moyens réduits, n'avait que peu de chance de succès. En outre, la saison avançait et la flotte n'était pas équipée pour affronter le rigoureux hiver coréen qui se préparait. Le 12, ordre fut donné d'évacuer et les navires regagnèrent leur base en Chine à la station de Ning-po.
Les historiens coréens expliquèrent ce départ en disant que l'amiral Roze constatant que les forces coréennes étaient loin d'être négligeables et que les remparts de Mokmyok-san « observés à la longue vue » apparaissaient comme imprenables, préféra renoncer, ce qui n'était pas complètement dénué de fondement.
L'an 1866 se disait Byeong-in (병인) dans le calendrier coréen. D'autre part, le « dérangement » — l'agitation créée par les étrangers — se dit yangyo (양요) ; les historiens coréens appelèrent donc cet événement-là Byeong-in yangyo (병인양요).
Dans un rapport au consul de Shanghai daté du 15 novembre, Roze exposa qu'il avait rempli ses objectifs :

« L'expédition que je viens de faire, si modeste qu'elle soit, en aura préparé une plus sérieuse si elle est jugée nécessaire… Elle aura d'ailleurs profondément frappé l'esprit de la nation coréenne en lui prouvant que sa prétendue invulnérabilité n'était que chimérique. Enfin la destruction d'un des boulevards de Séoul et la perte considérable que nous avons fait éprouver au gouvernement coréen ne peuvent manquer de le rendre plus circonspect. Le but que je m'étais fixé est donc complètement rempli et le meurtre de nos missionnaires a été vengé. »

Cependant, les Européens résidant en Chine considérèrent que les résultats acquis étaient peu importants, sinon nuls, et souhaitèrent une expédition importante pour le printemps suivant. Celle-ci n'aura jamais lieu.
Quant aux Coréens, ce repli inespéré fut rapidement transformé par eux en triomphe : une petite nation vassale était apparemment arrivée à repousser l'attaque d'une puissance occidentale, ce que la Chine suzeraine n'avait pas su faire. Ce qui ne fit que renforcer leur détermination à refuser tout contact avec l'étranger et leur xénophobie, qui eut encore l'occasion de se manifester, n'en fut que davantage confortée.

## Épilogue

### Un projet non réalisé d'expédition franco-américaine
Peu auparavant, en août 1866, un navire de commerce armé battant pavillon américain, le SS General Sherman, s'était échoué en tentant de remonter le fleuve Taedong qui mène à Pyongyang. Après une courte bataille le bâtiment fut incendié à l'aide de brûlots et l'équipage massacré par les troupes du régent Taewon'gun. Les États-Unis tentèrent d'obtenir réparation en faisant intervenir la Chine. Sans résultat. En 1867, ils adressèrent une demande à la légation française afin de se joindre à une éventuelle expédition punitive que, ne désarmant pas du langage comminatoire, continuait de réclamer Henri de Bellonet malgré les rappels à l'ordre. Mais la Corée allait devenir une préoccupation mineure de la politique étrangère française pour une vingtaine d'années et la demande américaine resta sans effet.

### L'expédition américaine
Les Américains montèrent leur propre expédition seulement en 1871. La force navale d'environ 1 200 marins et marines commandée par le contre-amiral John Rodgers qui était accompagné de l'ambassadeur des États-Unis en Chine Frederick F. Low, comprenait cinq navires : USS Colorado, USS Alaska, USS Palos, USS Monocacy, USS Benicia, ainsi que plusieurs petites unités de soutien. Les pourparlers diplomatiques engagés le 31 mai à bord du Colorado entre les Américains et une délégation officielle coréenne n'aboutirent pas. Le 1er juin, l'Alaska et le Monocacy, avec à bord des équipages d'environ 650 hommes dont 100 marines étaient en mission de reconnaissance dans les passes de Kanghwa, lorsqu'ils furent canonnés par les forces coréennes au large de Sandolmok. Des représailles furent alors décidées. Le 10 juin, les troupes américaines à terre attaquèrent la garnison de Choji sur l'île de Kanghwa. Le lendemain, ils achevèrent de détruire le fort et ses canons. Ledit fort avait déjà été détruit par les Français en 1866, puis reconstruit (à noter qu'il fut à nouveau canonné par les Japonais en 1876 préalablement au traité de Kanghwa qui marque la fin de la vassalisation de la Corée par la Chine et l'ouverture du royaume…). Les Américains prirent ensuite le fort de Deokjin sans résistance. Les Coréens s'étaient en effet regroupés en masse dans le Nord de l'île de Kanghwa, sur le site fortifié de Gwangseong (la Citadelle).
Une intense préparation d'artillerie tant de terre que du Monocacy et de quatre autres bâtiments au large accabla la Citadelle avant que l'assaut ne soit donné par neuf compagnies de marins et une compagnie de marines qui enlevèrent la position coréenne. Trois Américains furent tués et neuf blessés. Voyant la partie perdue, les « chasseurs de tigres » du général Eo Je-yeon se replièrent précipitamment par le fleuve laissant sur le terrain plus de 350 morts et vingt blessés, parmi lesquels se trouvait le commandant en second coréen, qui furent faits prisonniers. Les autorités américaines pensèrent s'en servir comme échange dans l'ouverture de négociations avec les officiels coréens mais ceux-ci refusèrent toute discussion. Un peu plus tard, les forces américaines tentèrent de progresser vers Séoul et rencontrèrent une forte résistance. N'obtenant rien sur le plan diplomatique et les forces américaines n'ayant pas mandat ni les moyens suffisants pour contraindre les Coréens, la flotte américaine quitta les eaux coréennes le 3 juillet et regagna ses bases en Chine.
Pour la deuxième fois en moins de cinq ans, la Corée parut tenir en échec une puissance occidentale. Une nouvelle fois le régent Taewon'gun (Daewongun) triomphait… L'an 1871 se disait shinmi dans le calendrier coréen. D'autre part, le « dérangement » (l'agitation créée par les étrangers) se dit yangyo ; les historiens coréens nommèrent donc ces évènements Shinmi yangyo.

### Les traités
- En 1876, à la suite de l'attaque du bâtiment de guerre japonais Unyo par les forts de Kanghwa le 20 septembre 1875, une escadre nippone importante, avec des transports de troupe, se présente devant l'île de Kanghwa et tient Séoul sous son feu. La Corée signe avec le Japon le traité de Kanghwa, le premier d'une série de traités inéquitables pour la Corée en cette fin du XIXe siècle.
- En juin 1882, des ressortissants japonais sont tués lors d'une révolte locale. Le traité dit de Jemulpo (ou Chemulpo), impose à la Corée des conditions encore plus contraignantes.
- En octobre 1882, signature d'un traité de paix, d'amitié, de commerce et de navigation avec les États-Unis. Négocié et approuvé en avril et mai avec la participation de diplomates chinois, ce traité est quelquefois appelé également traité de Jemulpo. Il contient 14 articles prévoyant notamment assistance mutuelle et défense en cas d'attaque, la possibilité pour les Coréens d'émigrer aux États-Unis, le statut commercial de nation favorisée, le droit d'exterritorialité pour les citoyens américains et la non-ingérence coréenne dans le prosélytisme des missionnaires chrétiens. Ce traité restera en vigueur jusqu'à l’annexion de la Corée par le Japon en 1910. Il n'y eut plus de présence militaire américaine en Corée jusqu'à la fin de la Seconde Guerre mondiale en 1945 et il n'y eut plus de conflit impliquant les États-Unis ou d'autres nations occidentales jusqu'à la guerre de Corée (1950 - 1953).
- 1883, traité d'amitié, de commerce et de navigation avec la Grande-Bretagne.
- 1883, traité d'amitié, de commerce et de navigation avec l'Allemagne.
- 1884, traité d'amitié, de commerce et de navigation avec l'Italie.
- En 1886 un traité d'amitié et de commerce est signé avec la France. La Corée du Sud et la France sont convenues d'un « partenariat global pour le XXIe siècle » depuis 2004. Le 120e anniversaire de ce traité a donné lieu à d'importantes manifestations bilatérales en 2006[5] et le 130e anniversaire à l’année croisée France-Corée 2015-2016. Il n'y eut plus de conflit avec la Corée impliquant la France ou d'autres nations occidentales jusqu'à la guerre de 1950-1953. Noter que la participation navale française dans la flotte de l'ONU en 1950 fut un aviso (frégate) portant le nom de La Grandière, du patronyme de l'amiral qui supervisa l'expédition du contre-amiral Roze (vide supra) !
- 1892, traité d'amitié, de commerce et de navigation avec l'Autriche-Hongrie.
- 1897, création de l'empire de Corée, déclarant la Corée sur pied d'égalité avec la Chine et le Japon.
- 1899, traité de commerce avec la Chine.
- 1901, traité d'amitié, de commerce et de navigation avec la Belgique.
- 1902, traité d'amitié, de commerce et de navigation avec le Danemark.
- 1904, protocole d'accord donnant au Japon plus de pouvoir sur la Corée.
- 1905 (avril), accord donnant au Japon le contrôle des services de communication coréens.
- 1905 (novembre), accord selon lequel le Japon prend en charge les affaires étrangères de la Corée.
- 1907, accord relatif à la prise de contrôle de l'administration coréenne par le Japon.
- 1910, traité d'annexion de la Corée par le Japon.

### L'affaire des manuscrits
C’est lors de cette expédition que les troupes françaises saisirent notamment (vide supra) 297 manuscrits royaux des XVIIe et XIXe siècles (appelés Uigwe) et 43 volumes de livres imprimés. Ils furent déposés à la Bibliothèque nationale de France l'année suivante et versés au patrimoine national inaliénable de par la loi française. Le président François Mitterrand en avait emmené un avec lui en 1993 lors des négociations sur le TGV (KTX en coréen) et promis d'organiser leur retour en Corée. Cette promesse ne put être tenue. Depuis leur restitution est régulièrement évoquée lors de visites officielles bilatérales par les dirigeants coréens. Une action devant les tribunaux français a même été intentée en 2007 pour leur restitution par une association coréenne qui a été déboutée. À l'occasion de la tenue à Séoul du G20, les présidents Nicolas Sarkozy pour la France et Lee Myung-bak pour la République de Corée, ont annoncé conjointement le 12 novembre 2010 une solution qui consiste en un prêt renouvelable automatiquement tous les cinq ans. Cette affaire a suscité une vive polémique autour du statut des archives et les règles de leur conservation dans un cadre national.
Les 297 volumes de Uigwe ont été restitués sous forme de prêt renouvelable tous les 5 ans.